# Canal Duderhof
 (décembre 2019).
Le Canal Duderhof est un canal situé dans le district de Krasnoïe Selo à Saint-Pétersbourg. 

## Histoire
Il a été creusé dans les années 1970 avec la construction du Parc Primorsky Sud, ainsi que pour détourner les eaux des rivières Novaya, Duderhofka et Ivanovka. 

## Information géographique
Il provient de canaux artificiels de l'étang de l'ancien domaine de Pierre Shepeleva près de l'intersection de la route Peterhof et l'avenue du maréchal Joukov, avenue et se dirige au nord en direction de la baie de la Néva.  

Dans la partie inférieure, derrière les ponts de l'autoroute Peterhof, le canal est navigable. La hauteur du pont à cet endroit est de 4 mètres. 

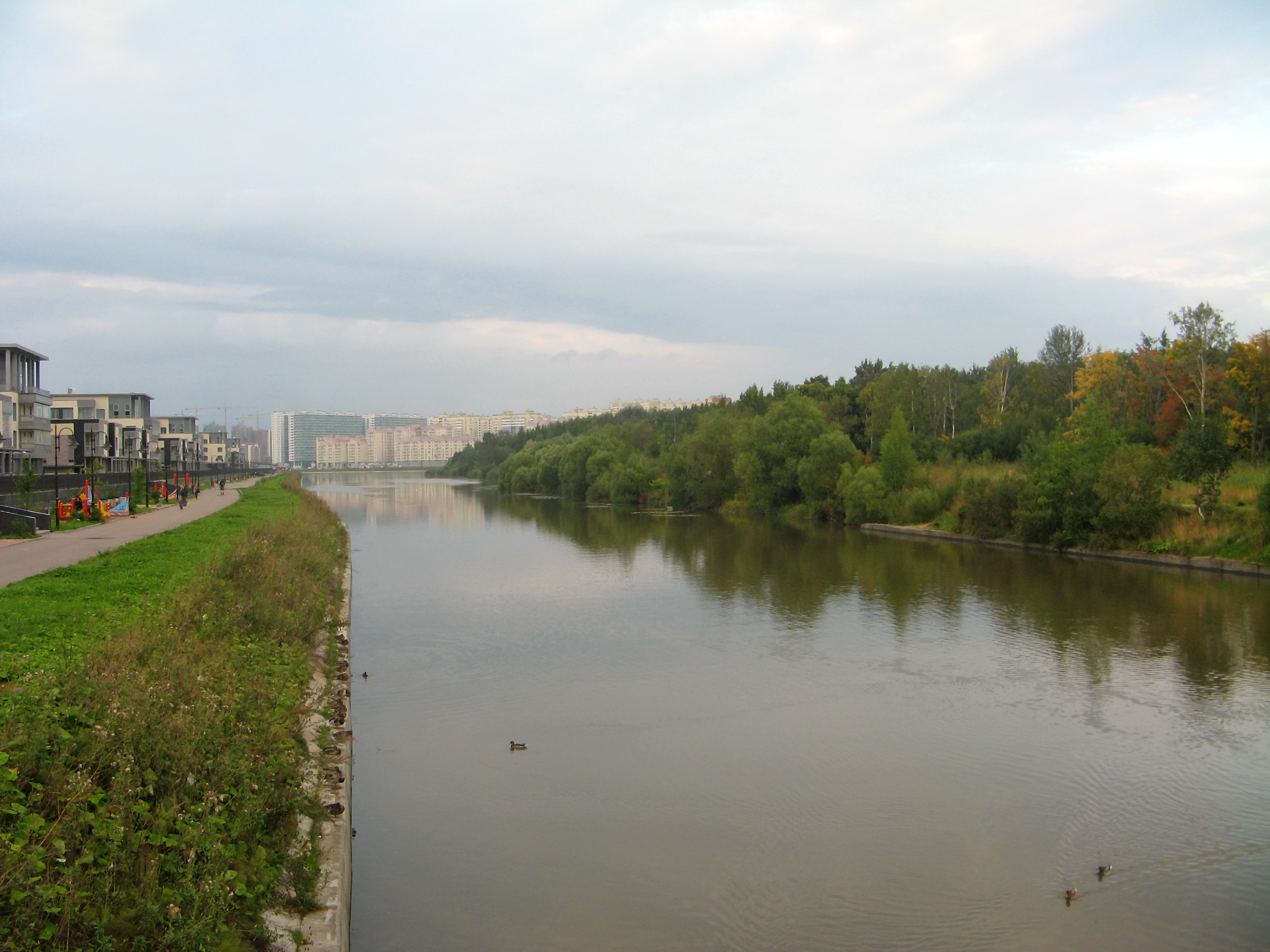
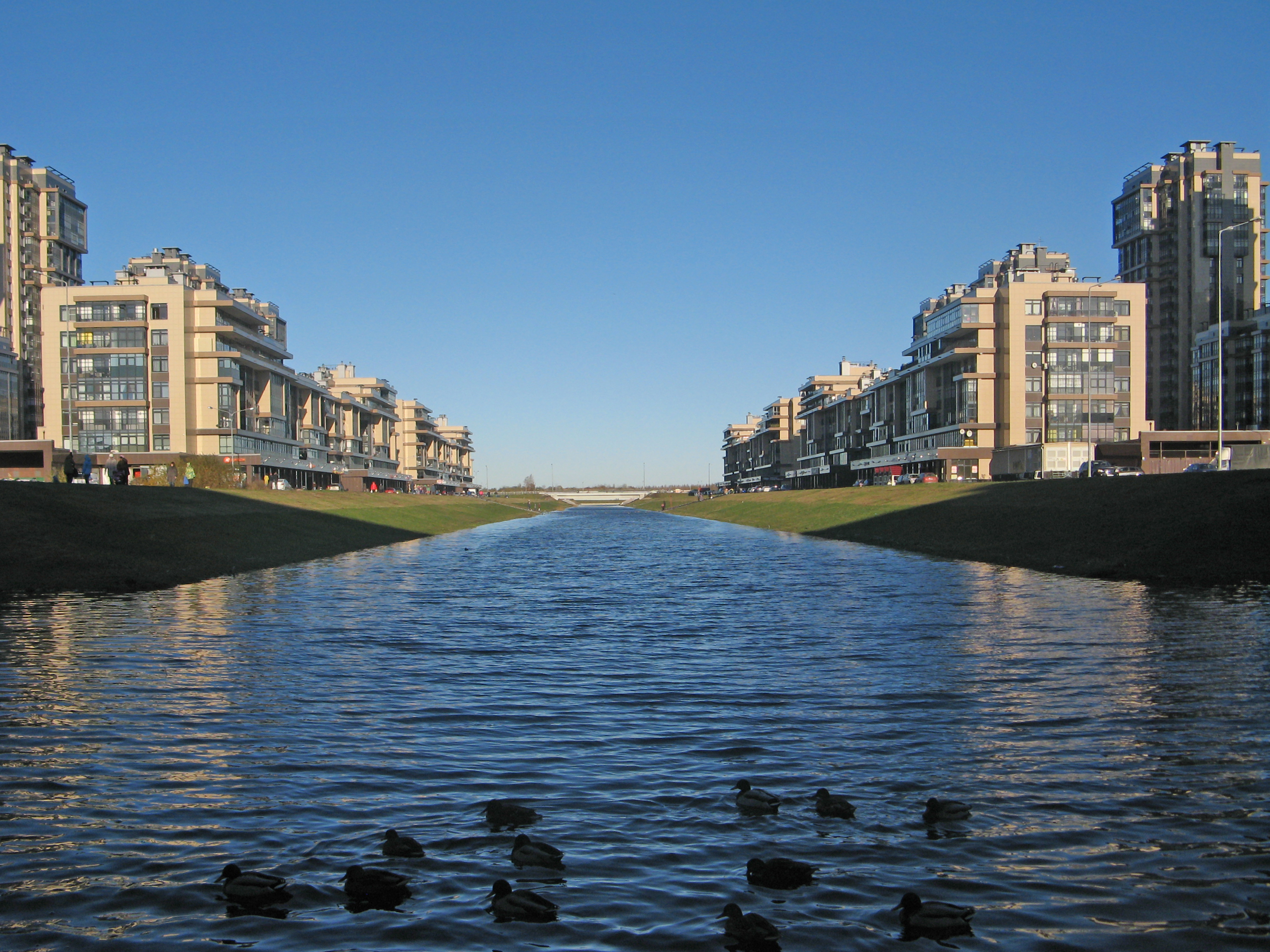
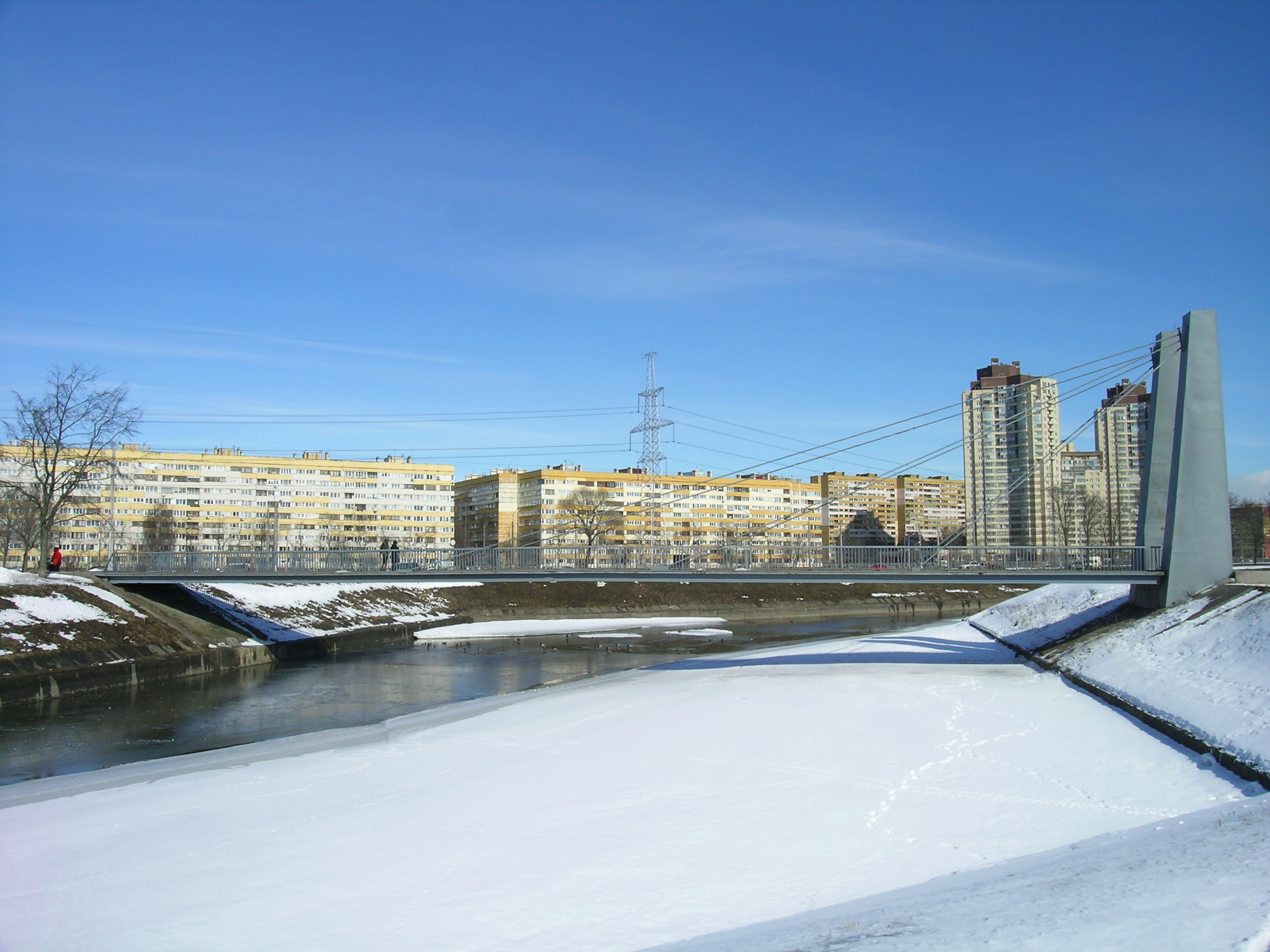
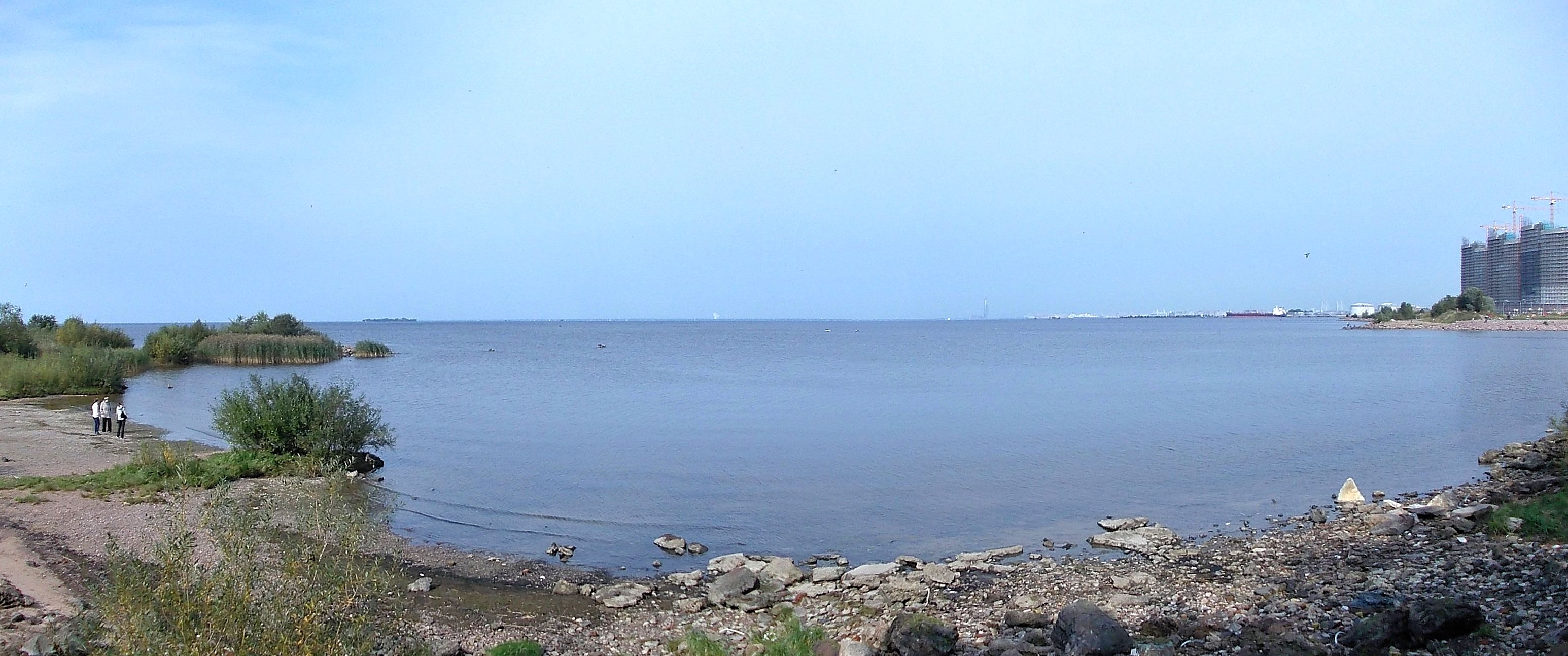
L'embouchure du canal du Duderhof

## Curiosités
- Six ponts ont été lancés sur le canal: 
  - Pont du Partisan Herman
  - Pont piétonnier à haubans le long de la "Promenade de Gloire"
  - Pont de barrage
  - 1er pont de Peterhof
  - 2e pont de Peterhof
  - Le pont Akhmad Kadyrov
- Le monument "Ancre", faisant partie de la vallée de Kirovsky
- Le pont au confluent de la rivière Duderhofka dans le canal de Duderhof

## Littérature
- Городские имена сегодня и вчера: Петербургская топонимика / сост. С. В. Алексеева, А. Г. Владимирович, А. Д. Ерофеев и др. — 2-е изд., перераб. и доп. — СПб.: Лик, 1997. — С. 43. — 288 с. — (Три века Северной Пальмиры). —  (ISBN 5-86038-023-2).